# Maison au Chien
La maison au Chien, bâtie entre le XVIe siècle et XVIIe siècle, est située 1 rue Chaudrier à La Rochelle, en France. L'immeuble a été inscrit au titre des monuments historiques en 1928.

## Historique
Le bâtiment est inscrit au titre des monuments historiques par arrêté du 14 juin 1928.

## Architecture

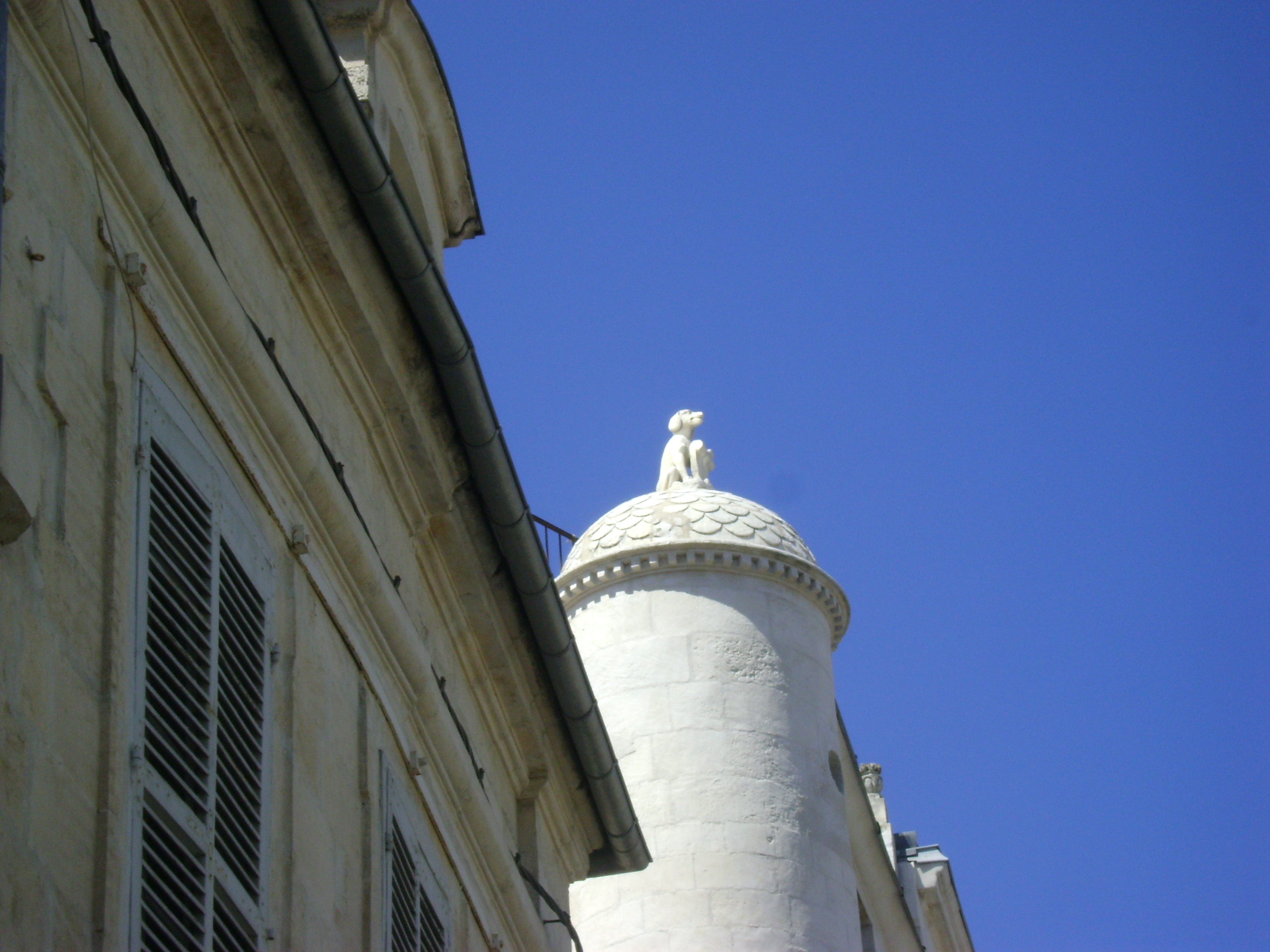
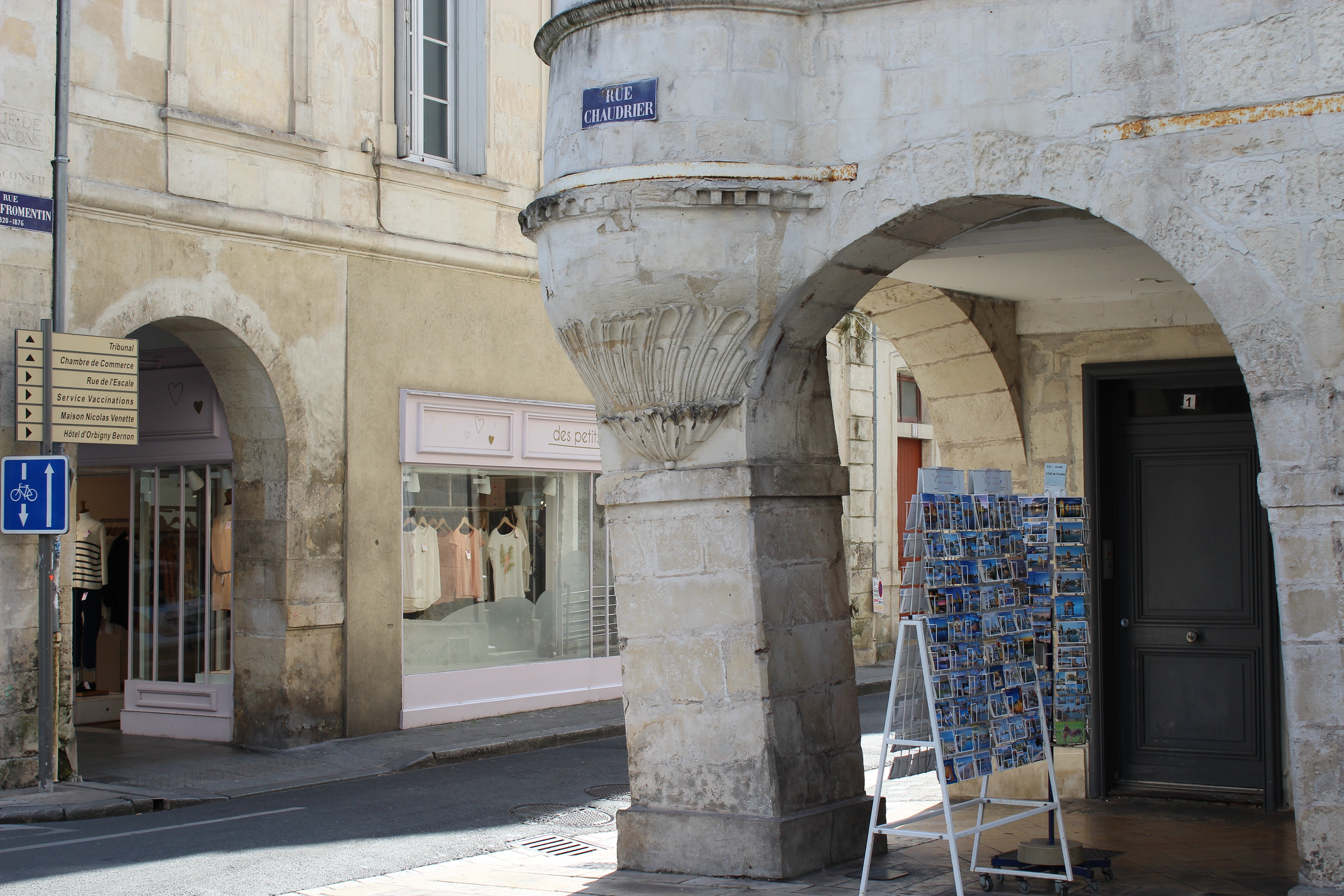